# 足利貞氏
足利 貞氏（あしかが さだうじ）は、鎌倉時代後期から末期にかけての鎌倉幕府の御家人。足利家時の嫡男。足利宗家7代当主。 室町幕府初代将軍となる足利尊氏やその異母兄・足利高義、その弟・足利直義の父。

## 生涯
父・家時の死を受けて足利氏当主となる。貞氏は当時10歳前後の少年であったとされ、祖父・足利頼氏以来3代続けての幼少の当主となり、執事高氏（高師氏・高師重父子）の補佐をうけた。金沢顕時の娘を正室に迎えるなど、家時の自害のあとを受けても歴代の足利氏当主と同様に北条氏との関係を重視した。諱の「貞」の字は、元服の際に当時の執権・得宗家当主であった北条貞時（在任：1284年-1301年）の偏諱を賜ったものであり、「得宗の偏諱＋通字の氏」で実名を構成してきた祖父までの慣例に倣って貞氏と名乗った。
貞氏が生まれた頃、当時の執権北条時宗（貞時の父）は蒙古襲来への勝利を祈願すべく、将軍・惟康王を「源惟康」という「源氏将軍」として戴くことによって“治承・寿永の乱の勝利者・源頼朝”の再現を図ったとする説がある。この説を受けて、「源氏将軍」の復活という現象はかつての源氏将軍を回顧する機会を与え、東国武士社会の中に潜在していた武家の正統イデオロギーとしての「源氏将軍観」をも高揚させたとする見解もあり、賜姓源氏の惟康よりも、頼朝と同じ清和源氏の系譜に連なり、その一門筆頭に位置づく足利氏の方が将軍に相応しいとの認識を周囲に呼び起こし、足利氏を将軍に擁立しようとする動きや足利氏に野心があるのではないかという猜疑心をもたらしたとする説もある。当時の当主であった父・家時は、将軍・惟康の近臣筆頭の役割を担うことによって時宗政権へ協力する姿勢を見せていたが、時宗の死後まもなくして自殺を遂げており、この理由については諸説あるが、近年では家時がそうした「源氏将軍観」の動向と自身を切り離すとともに、時宗に殉死することで北条氏得宗家に対し忠節を尽くすための行為であったとする説が提示されている。
その後の霜月騒動（1285年）や平禅門の乱（1293年）も「源氏将軍」を擁立する動きであったとされ、その後も同様の反乱が起こる可能性があったが、貞時はこの対策として烏帽子子である貞氏に対して「源氏嫡流」として公認することを行ったという。このことは、他の源氏一門との格差が明示されることにも繋がるため、足利氏の側にとっても歓迎すべきことであったといい、合意形成に至ったという。貞時の子・北条高時の代に入って、貞氏の最初の嫡子が前述の慣例によって「高氏」ではなく「高義」と名乗っていることがそのことを象徴的に示している。すなわち、「高義」の名乗りは得宗高時の偏諱「高」と清和源氏の通字である「義」によって構成されており、わざわざ「義」の字が使われている背景には足利氏を「源氏嫡流」に位置付けることで互いの政治的思惑を一致させた、北条氏（得宗）と足利氏との合意形成があったと考えられている。但し、このことは足利氏が将軍になり得る可能性を北条氏が認めることとなるため、北条氏は公認を与えるに際しての条件として、足利氏が引き続き北条氏の擁立する将軍に伺候する立場を遵守することと、北条氏に対し服従する意志を見せることを足利氏に求めたという。貞氏もこのことをよく認識していたようで、第8代将軍久明親王の室のための祈祷の際に雑事役を務める等、父同様に得宗が擁立した将軍に近侍することで得宗政権への協力姿勢を見せ、また貞時の出家に従って貞氏も出家し、元亨3年（1323年）の貞時の十三回忌法要に際しては230貫文という、当時の権力者・長崎円喜の300貫文に次ぐ高額の費用を進上する等、得宗政権への直接的な従属姿勢を見せている。従来、このような行為は「父家時よりうけついだ怨念を胸中に蔵しながら、表面は得宗の意をむかえることに汲々として奉仕につとめる、忍従の立場に貫かれた」と評されていたが、近年では逆に、積極的に得宗の意を迎えて奉仕することで「源氏嫡流」の公認を獲得し、得宗の擁立した親王将軍の近臣を担うことで得宗政権への協力姿勢を見せることで、北条氏から優遇されて政治的立場を安定させることに成功し、足利氏が得宗家に次ぐ家格を維持することができたと評価されている。
以上のような説に対して、源実朝没後の鎌倉時代には「源氏の嫡流」は存在せず、鎌倉時代後期の「源氏将軍観の高揚」も起こっていなかったとする見解もある。頼朝が将軍であった鎌倉時代初期には御家人は「門葉」「家子」「侍」にランク付けされており、足利氏は上位の「門葉」に位置付けられてはいたが、あくまでも将軍の家臣である御家人だった。鎌倉時代の足利氏が「源氏の嫡流」だったとする同時代の史料は確認できず、この説が記されているのは戦国時代成立の『今川記』『今川家譜』である。鎌倉時代における足利氏の家格は寄合衆を出す赤橋氏・金沢氏などの北条氏庶流に並ぶ高いものだったが、その位置付けは「源氏の嫡流」ではなく「御家人の中の名門」と考えるのが妥当である。また鎌倉時代後期の「源氏将軍観の高揚」としてあげられる事例は、いずれも源氏であるというよりは頼朝の後継者であることが将軍の条件とされている。よって鎌倉時代後期に起こっていたのは「源氏将軍観の高揚」ではなく「頼朝の権威上昇」だったと考えられる。以上のことから、鎌倉時代の足利氏は「源氏の嫡流」ではなく、実朝没後の鎌倉時代には武士たちは「源氏の嫡流」は滅亡したからもういないと考えていたとしている。
尚、出家の時期については、『尊卑分脈』や『系図纂要』に応長元年（1311年）11月27日と記され、従来の研究では同年10月26日の得宗・北条貞時の死去に伴う出家とされてきたが、近年の研究では正安3年（1301年）の貞時の執権辞職および出家に伴って貞氏も出家したとの説が出されている。
```
一如法堂事　長日勤行也、此堂奉為
伊与守
家
源家時
御菩提、始所被行也、俊算法印以持仏堂彼所被移送
云云
、料田者額田郡上村田三段、又正観坊跡大門屋敷
云云
正安三年十二月廿三日
讃岐入道殿
御下文在御判、
左衛門尉師重
奉
（「瀧山寺縁起」より
[
19
]
[
20
]
[
21
]
）
```

この史料からも正安3年12月23日の段階で讃岐守貞氏が出家して「讃岐入道」となっていたことが裏付けられる。「瀧山寺縁起」については他の記載も含めて信憑性の高いものとされているが、『門葉記』には正安4年（1302年）の段階で「足利讃岐守」と記しているので注意を要する。しかし『鎌倉年代記』裏書には、嘉元3年（1305年）に起きた嘉元の乱に際して、連署の北条時村を殺害した与党の一人、海老名左衛門次郎秀綱（正しくは海老名季綱、海老名氏）の預かりを務めている人物として「足利讃岐入道」の名が記されており、出家の時期は少なくとも貞時の死より前、嘉元3年以前であった可能性は高いと言って良いだろう。尚、貞氏が讃岐守であったことについては『尊卑分脉』等で確認できるが、正応5年（1292年）2月には惟宗某が讃岐守であったことから、正応5年から正安年間の間に補任されたと考えられている。
また、貞氏の出家により高義が家督を継承したとの説もあり、その時期を『尊卑分脉』等が示す応長元年11月とする見解もあったが、貞氏の出家時期を嘉元3年以前とした場合その可能性は低くなる。前述の通り、高義の「高」は得宗・北条高時から拝領したものとみられるが、高時は延慶2年（1309年）に元服して幼名の成寿から高時へと改名し、翌1310年（延慶4年）1月17日に幕府小侍所に任じられているので、嘉元3年以前にまだ「高時」を名乗らない成寿によって「高」の一字を拝領することはあり得ず、高義がまだ元服を済ませていない状態で家督を継承したことになってしまう。実際の古文書を見ても、正和3年（1314年）閏3月28日付「粟生敬願譲状写」や文保2年（1318年）9月17日付「長幸連譲状写」のように、この当時も貞氏が足利氏当主であった様子が窺える（従って出家によって家督を譲ったというわけではないようである）。但し、その間正和4年（1315年）11月15日に「足利左馬助」が鶴岡八幡宮の僧侶・円重に対して供僧職安堵の書状を出しているが、この「足利左馬助」は高義を指すと考えられる。鶴岡八幡宮の上宮東回廊には足利義兼が両界曼荼羅と一切経を納めた「両界壇」と呼ばれる区画があって、足利氏宗家では八幡宮の僧侶に依頼して供養を行っていたが、その供養を行う供僧の職の補任と安堵は宗家当主が行っていたので、足利左馬助（高義）の円重に対する供僧職安堵も足利氏当主としての行為であったと考えられ、正和3年から4年の間に貞氏から高義への家督の交代があったことが推測される。しかし、高義は早世し、その没年は文保元年（1317年）であったとされ、次男（のちの足利尊氏）もまだ元服を済ませていない状態であったため、再び貞氏（義観）が家政を担うこととなったらしい。それを裏付けるかのように、前述の文保2年（1318年）の古文書以降も、貞氏発給の文書が多数残されており、生存中に高氏（尊氏の初名）には家督を譲っていない。
貞氏の頃は足利氏の家政機関が整い、それら機関の活動も充実し、足利氏被官のもとに残された数多くの貞氏発給文書が残されている。鎌倉における足利氏の菩提寺浄妙寺を再興した他、弘安4年（1281年）に落雷で焼失していた足利鑁阿寺大御堂の再建も行っている。
元弘元年/元徳3年（1331年）9月5日、59歳で死去。翌元徳4年（1332年）には次男の高氏が文書を発給しており、貞氏の死後は高氏が家督を継いだことが確認できる。高氏（尊氏）が1333年に北条氏の鎌倉幕府に反旗を翻して滅ぼすよりわずか2年前の死去であった。

## 年表
| 和暦                  | 西暦                 | 月日 （旧暦）    | 内容 | 典拠となる史料名                                                             |
| --------------------- | -------------------- | ---------------- | --- | ---------------------------------------------------------------------------- |
| 文永10年              | 1273年               |                  | この頃、生誕か。 |                                                                              |
| 弘安7年               | 1284年               | 6月25日          | 父・家時が自殺。これを受けて家督を継承。 | 『瀧山寺縁起』ほか                                                           |
|                       |                      |                  | 執権・北条貞時の加冠により元服し、偏諱を受けて貞氏と名乗る。 |                                                                              |
| 永仁2年               | 1294年               | 1月2日           | 所領相模国宮瀬村（みやがせむら）に吉書を下す（史料における初見）。 | 『倉持文書』                                                                 |
| 永仁2年               | 1295年               | 12月20日         | 兵部僧都円景に鶴岡八幡宮両界供養職を安堵する。 | 『相承院文書』                                                               |
| 永仁4年               | 1296年               | 3月1日           | 執事高師氏の娘・稲荷女房に三河国額田郡比志賀郷を安堵する。 | 『総持寺文書』                                                               |
| 永仁4年               | 1296年               | 3月11日          | 倉持新左衛門尉家行に陸奥国賀美郡穀積郷以下を安堵する。 | 『倉持文書』                                                                 |
| 永仁5年               | 1297年               |                  | この年に長男（のちの足利高義）誕生か。 | 『蠧簡集残編 六』所収「足利系図」                                            |
| 正安3年               | 1301年               | 8月22日          | 北条貞時、出家し執権職を辞す。 貞氏もこれに追随して出家か。法名は義観（ぎかん）。 | 『尊卑分脉』、『鎌倉年代記』ほか                                             |
| 正安3年               | 1302年               | 12月13日         | 貞氏、瀧山寺如法堂へ料田と大門屋敷を寄進する。 『瀧山寺縁起』によれば、この寄進は執事高師重の奉書によって行われ、同文書に「讃岐入道」の袖判が据えられたという。                          | 『瀧山寺縁起』                                                               |
| 正安4年               | 1302年               | 2月9日           | 『門葉記』に「足利讃岐守」の記載あり。 | 『門葉記』                                                                   |
| 正安4年               | 1302年               | 2月25日          | 弁律師教順に鶴岡八幡宮両界供養職を安堵する。 | 『相承院文書』                                                               |
| 乾元2年               | 1303年               | 閏4月12日        | 倉持左衛門次郎師経（家行の子）に陸奥国賀美郡沼袋上郷以下を、その弟・倉持左衛門三郎師忠に陸奥国賀美郡米積郷以下を、それぞれ安堵する。                                                     | 『倉持文書』                                                                 |
| 乾元2年               | 1303年               |                  | 鹿島宗実に、額田郡沙汰人余三太郎跡給田畠を給付する。 この書状で袖判及び外題安堵を行った「二品禅閤」は貞氏に比定される。                                                                  | 『天龍寺文書』                                                               |
| 嘉元3年               | 1305年               | 4月-5月          | 「足利讃岐入道」、嘉元の乱に際して、連署・北条時村を殺害した与党の一人、海老名季綱を預かる。                                                                                             | 『鎌倉年代記』裏書                                                           |
| 嘉元3年               | 1305年               | 7月27日          | 次男（のちの足利尊氏）誕生。 |                                                                              |
| 嘉元3年               | 1305年               | 8月14日          | 粟生四郎入道に三河国額田郡秦梨子郷司職を安堵する。 | 前田家所蔵「武家手鑑」                                                       |
| 徳治元年 または 同2年 | 1306年 または 1307年 |                  | 三男（のちの足利直義）誕生。 | 『尊卑分脉』ほか                                                             |
| 延慶元年              | 1308年               | 5月26日          | 倉持氏の穀積郷に対し、去年10月分の御料沙汰用途料900文の究済を命じる。 | 『倉持文書』                                                                 |
| 延慶2年               | 1309年               | 6月16日          | 倉持左衛門三郎師忠に足利庄木戸郷内屋敷・田を、 倉持乙若丸（師経の子）に陸奥国賀美郡沼袋半郷以下を、それぞれ安堵する。                                                                    | 『倉持文書』                                                                 |
| 応長元年              | 1311年               | 10月26日         | 元執権・北条貞時(崇演)、死去。 尚、貞氏の出家をこの年の11月27日と伝える史料あり。 | 『尊卑分脉』ほか                                                             |
| 正和3年               | 1314年               | 閏3月7日         | 粟生四郎左衛門尉盛広に三可国額田郡秦梨子郷以下を安堵する。 | 前田家所蔵「古蹟文徴」                                                       |
| 正和3年               | 1314年               | 7月10日          | 高坊少納言房浄憲に美作国稲岡南庄内田・在家を安堵する。 | 『熊野夫須美神社文書』                                                       |
|                       |                      |                  | この間、家督を嫡男・高義に譲ったか。 |                                                                              |
| 正和4年               | 1315年               | 11月15日         | 「足利左馬助」（高義か）、僧円重に鶴岡八幡宮両界供養職を安堵する。 | 「鶴岡両界壇供僧次第」                                                       |
| 文保元年              | 1317年               | 6月24日          | 高義が死去。これに伴い、義観（貞氏）、家督を再承か。 | 『蠧簡集残編 六』所収「足利系図」                                            |
| 文保2年               | 1318年               | 9月17日          | 長幸連の子・長七郎季連（長氏）に能登国土田庄上村半分以下を安堵する。 | 『松雲公採集遺編累纂』                                                       |
| 元応元年              | 1319年               |                  | 次男が元服し「高氏」と名乗る。 | 『続群書類従』所収「足利系図」                                               |
| 元応元年              | 1319年               | 10月10日         | 足利高氏、従五位下に叙され治部大輔に任ぜられる。 | 『公卿補任』 『群書類従』所収『足利官位記』                                  |
| 元応2年               | 1320年               | 2月13日          | 高坊法眼に熊野山本宮御師職及び美作国稲岡南庄御師職名を安堵する。 この日の執事高師重の奉書に貞氏の袖判花押が据えられている。                                                              | 『那智大社所蔵文書』 『米良文書』                                            |
| 元亨2年               | 1322年               | 3月15日          | 武田信武の子・徳光丸の烏帽子親を務め、「氏」の偏諱を与えて氏信と名乗らせる。 | 『系図綜覧』所収 「甲斐信濃源氏綱要」                                        |
| 元亨2年               | 1322年               | 5月23日          | 執事高師重、長幸康と継母観阿・子息師連の相論に対し、裁許を下す。 その奉書に貞氏の袖判花押が据えられる。                                                                                  | 『松雲公採集遺編累纂』                                                       |
| 元亨3年               | 1323年               | 10月26日         | 貞時の十三回忌法要に際して、230貫文という高額の費用を進上。 | 『円覚寺文書』所収 「北条貞時十三年忌供養記」                                |
| 嘉暦4年               | 1329年               | 8月12日          | 執権赤橋守時が発給した「関東下知状」に「上総守護足利讃岐入道云々」とある。 同書状で、東盛義の上総国内の所領を金沢称名寺に打渡すべきことを命じられ、 代官伊勢九郎宗継がその執行にあたる。 | 『金沢文庫古文書』                                                           |
| 元徳2年               | 1330年               | 1月29日          | 称名寺に東盛義跡の交付を執行した旨の請文を提出。その案文が現存する。 | 『金沢文庫古文書』                                                           |
| 元徳3年 元弘元年      | 1331年               | 5月5日           | 後醍醐天皇の倒幕計画が発覚し、日野俊基・文覚・円観ら捕えられる。（元弘の変） そのうち、忠円は鎌倉に送られ、貞氏、これを預かる。                                                          | 『鎌倉年代記』裏書                                                           |
| 元徳3年 元弘元年      | 1331年               | 9月5日 または6日 | 死去。 嫡男・高氏（のちの尊氏）が家督を継承。 | 『尊卑分脉』 『常楽記』 『大乗院日記』目録 『蠧簡集残編 六』所収「足利系図」 |

（※古文書については小谷 2013, p. 127および田中 2013, 巻末「下野足利氏関係年表」を参考とした。）

## 偏諱を与えた人物
- 伊勢貞継（伊勢氏）[41]
- 佐竹貞義[注釈 7]
- 武田氏信[43]

## 関連作品
テレビドラマ
- 『太平記』（1991年 NHK大河ドラマ） 演：緒形拳（少年期：高野八誠）